# وول هاندلي
وول هاندلي (بالإنجليزية: Wal Handley)‏ مواليد 5 أبريل 1902 في برمنغهام - الوفاة 15 نوفمبر 1941، كان متسابق دراجات نارية إنجليزي فاز بكأس جزيرة مان السياحية. شارك في الحرب العالمية الثانية وقتل إثر تحطم طائرة.

## البطولات
- كأس جزيرة مان السياحية 1925
- كأس جزيرة مان السياحية 1930